# SVU (狙撃銃)
SVU（露: Снайперская винтовка укороченная 短縮狙撃銃の意）（またはOTs-03）はロシアのTsIKB SOOにて1975年ごろに空挺部隊向けに開発されたSVDをブルパップ方式に変更した7.62x54mmR弾を使用するセミオート狙撃銃である。
SVUシリーズは現在ロシア内務省とロシア連邦保安庁でのみ運用されている。

## 開発
1970年代に空挺部隊には通常部隊と同様の仕様のSVDを配備する予定だったが、SVDは全長が大きく空挺降下や航空機内での取り回しなどの面で非常に不便であったため従来の性能を保ったまま全長を短縮する計画が開始された。一方では銃床を折りたたみ式に変更するだけであったが（のちのSVDS）、TsIKIB SOOではブルパップ方式に変更する大掛かりな改良を施した。開発はL.V.ボンダレフのリーダーシップの元で1975〜1977年にかけて開発が行われ試作型にあたるモデル（当時のモデルは銃床とチークパッド、ハンドガード、グリップが木製で構成されていた。）が完成した。1979年には試験が行われ、評価は悪くはなかったもののソビエト連邦軍は現在のSVDを置き換えるほどの有用性はないと判断し採用はされなかった。
1991年にはソビエト連邦の特殊部隊からの要求を受けてトゥーラ市内のTsIKB SOO傘下の工廠にて木製パーツを全て後期型SVD同様の黒色ポリマー製に変更したモデルの小規模生産およびSVDのSVUへの換装作業が開始された。その後多くのSVUはロシア内務省へ供給され、精度の悪化を考慮してもそのコンパクトさから市街戦闘での有用性が大いにあると高く評価された。1993年にはロシア内務省の要求により改良モデルであるSVU-Aが開発され1995年には第一次チェチェン紛争の経験から二脚に改良を施したSVU-ASが開発された。

## 構成
SVUはブルパップ方式に変更するにあたって、従来の銃床とグリップを完全に廃止し、グリップのあったところにはバネを内蔵した若干可動し反動を吸収する小型の銃床が追加されている。トリガー機構はレシーバー左側面にトリガーロッドを追加することでハンドガード後方あたりに移されグリップもハンドガード後方に移動している。またトリガーガードは手袋などを着用したまま使用できるようにわずかに拡張されている。頬付照準の際に金属製のレシーバーカバーに皮膚が張り付かないよう黒色ポリマー製のチークパッドが備えられている。銃口には多機能銃口装置が取り付けられており、この銃口装置は消炎、反動を最大40%軽減、銃声を150dBまで（従来から10〜12%軽減）軽減などさまざまな機能を備えおり簡単に取り外し・取り付けが可能である。アイアンサイトはリアサイト、フロントサイトともに変更されており、リアサイトはFG42によく似た前方折りたたみ式の最大1300mまで距離調整が可能なものを備えている。フロントサイトは上半分はSVDのものをそのまま流用しているが下半分は前方に折りたたむことができるよう回転機構が追加されている。銃口部の大きな変更によって着剣機能は削除された。
照準器は基本PSO-1をハンドガード左側面後端にあるサイドレールに取り付けて運用される。PSO-1だけではなくサイドレールに対応した他の照準器の取り付けも可能。また光学照準器なしでの運用も前述したアイアンサイトを使用することで可能である。
ブルパップ方式への変更は機関部が後方へ後退することによって重心バランスが悪化することがあるが、SVUの場合はグリップの位置を調整したり、銃口装置の重量を意図的に増加されることで改善している。

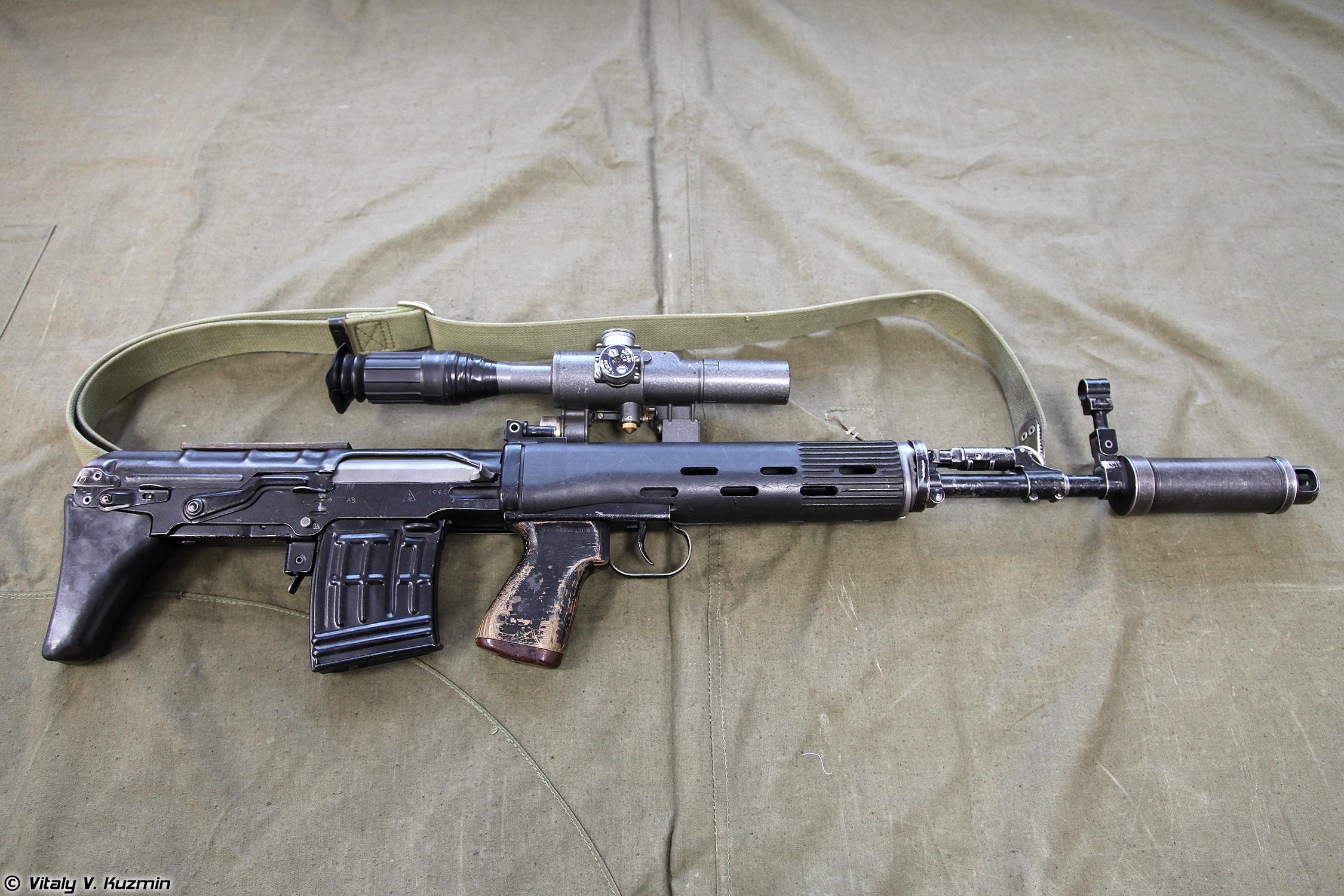
PSO-1を装着したSVU-AS(右側面)。
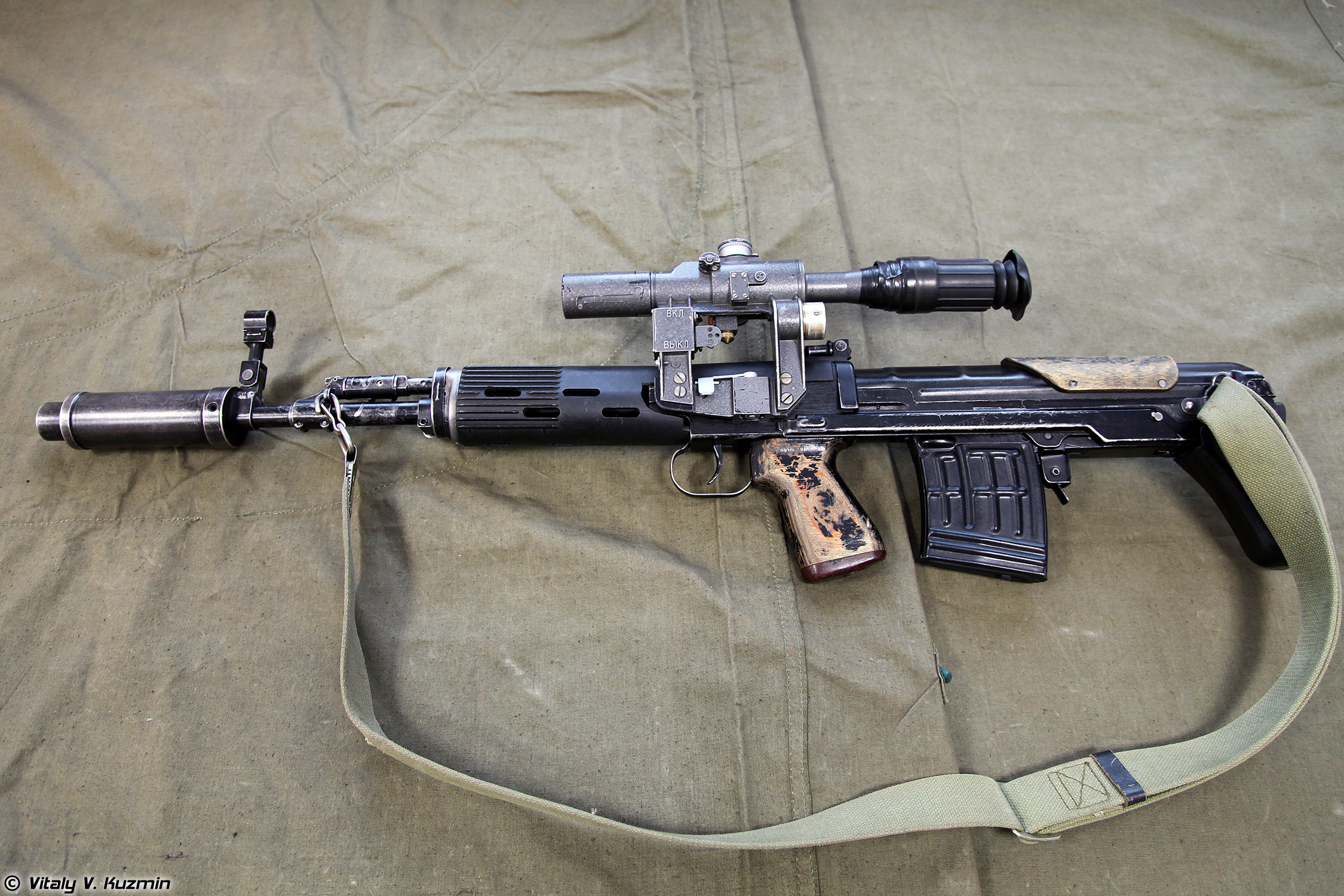
PSO-1を装着したSVU-AS(左側面)。
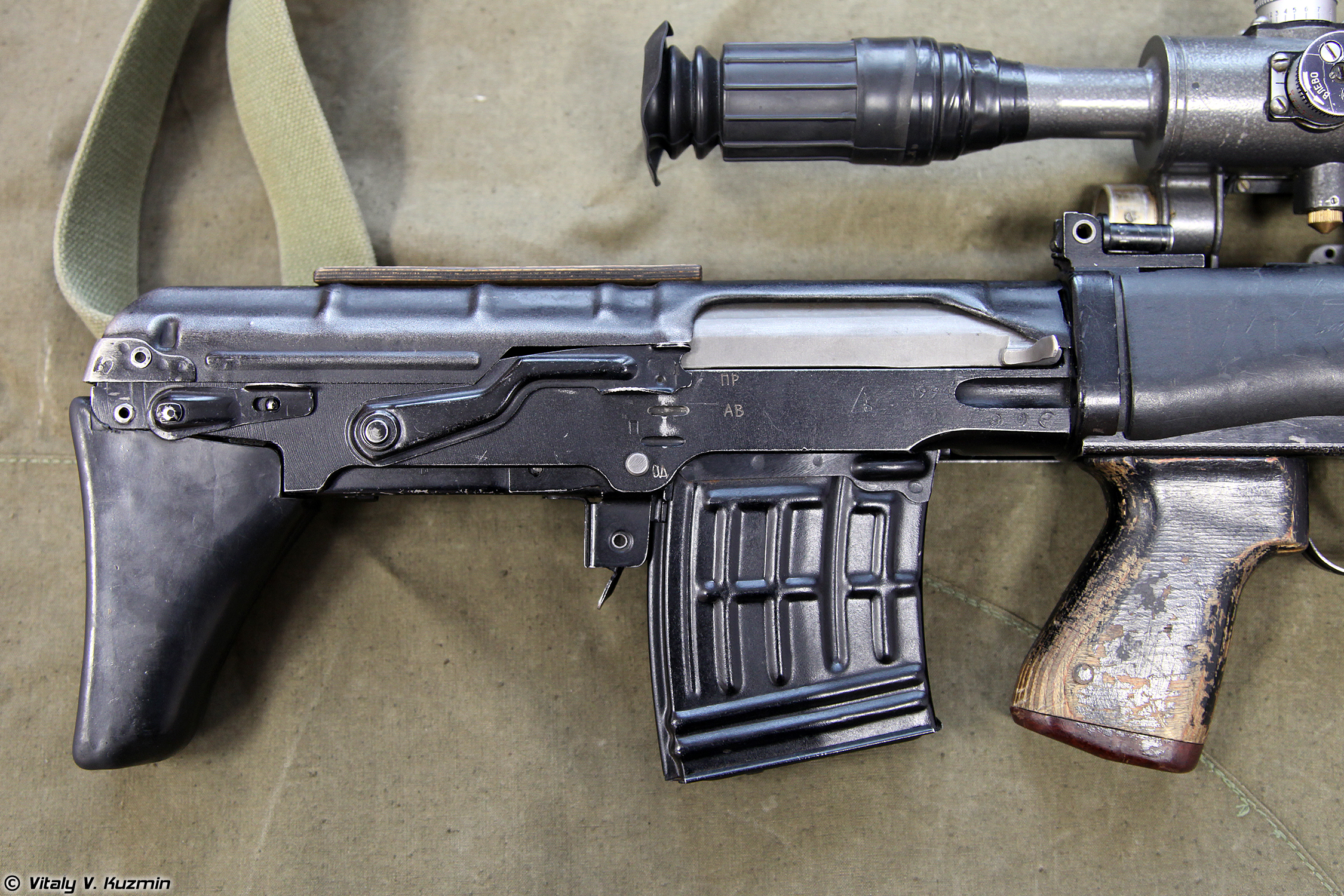
SVU-ASの機関部(右側面)。
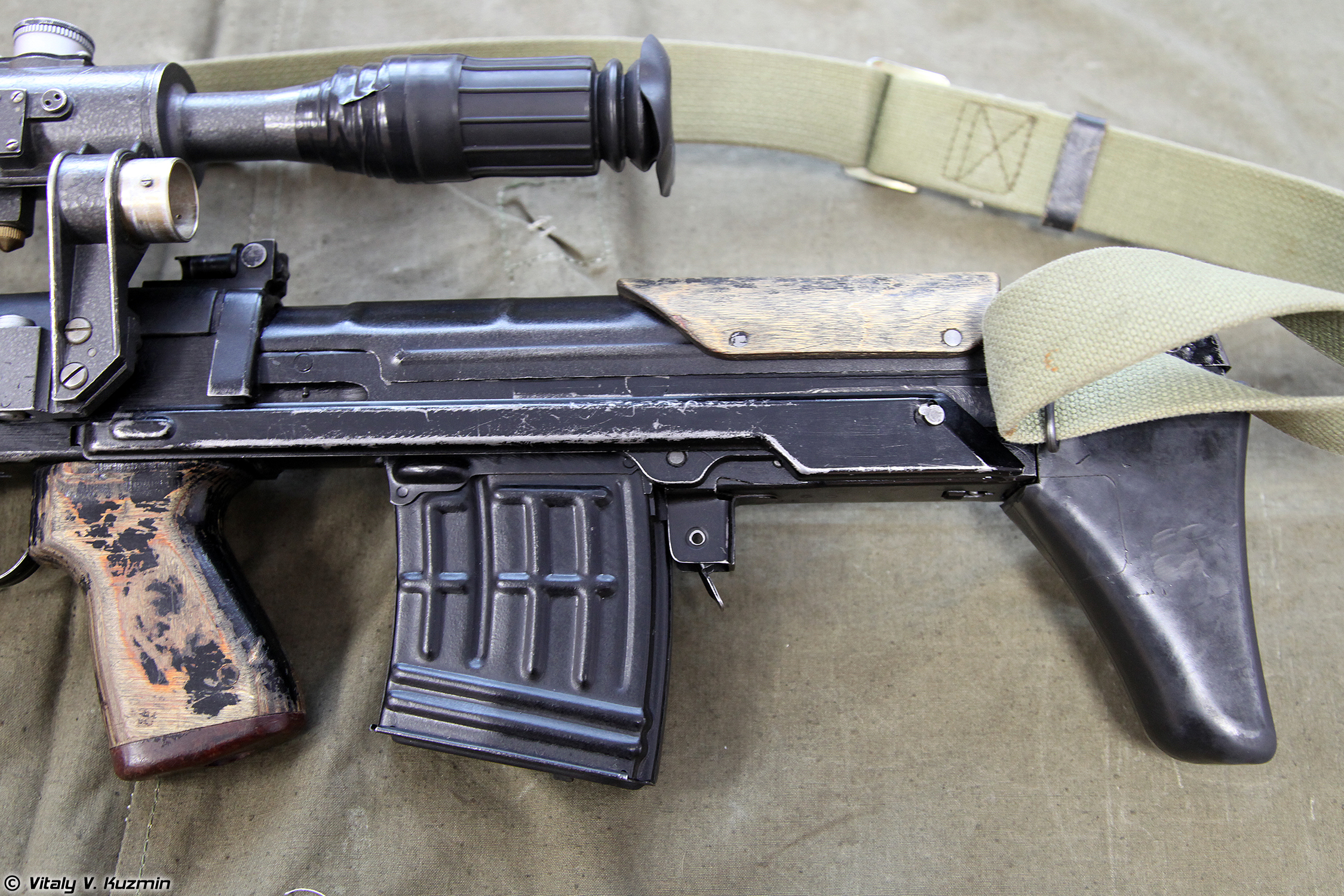
SVU-ASの機関部(左側面)。
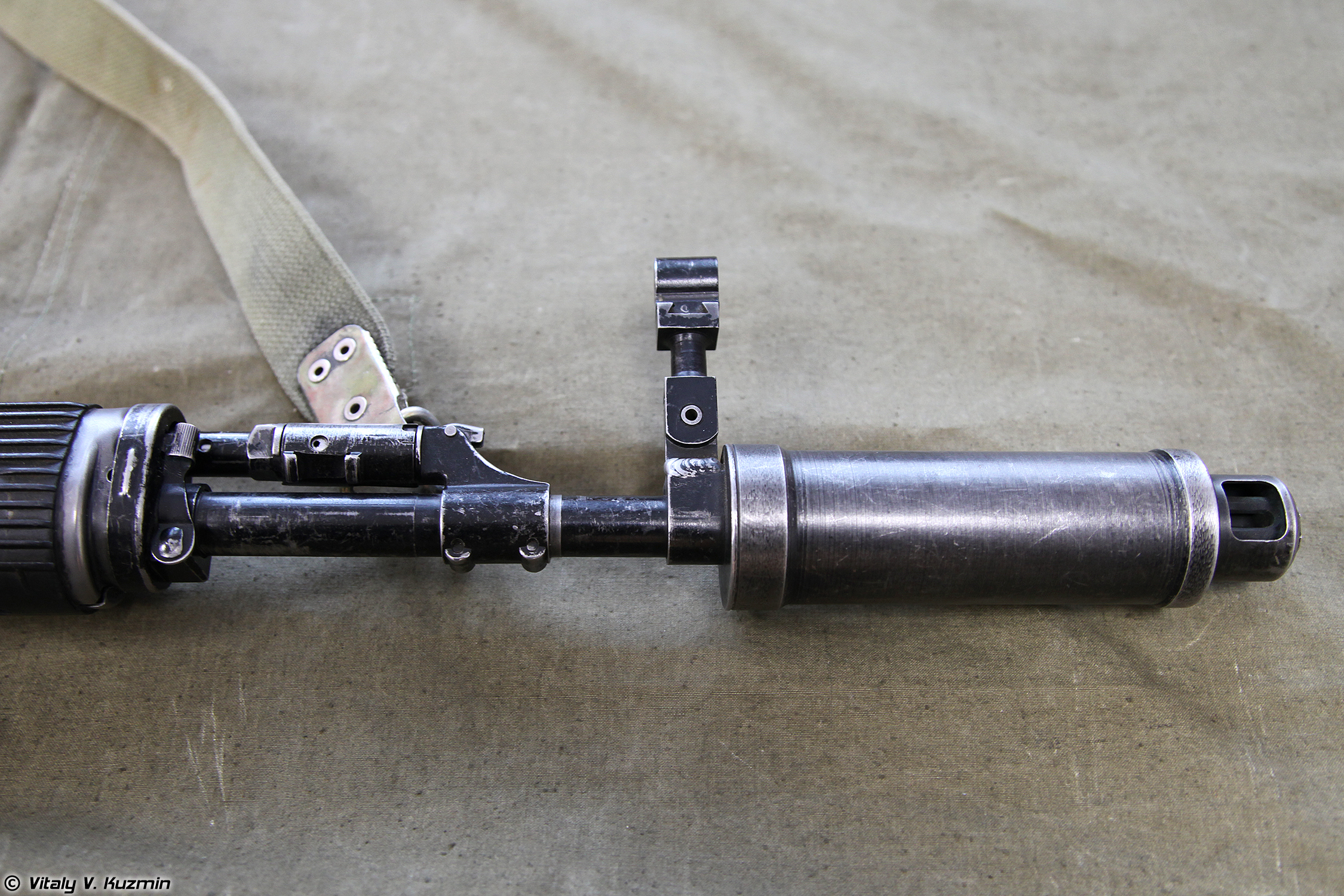
SVU-ASの多機能銃口装置。
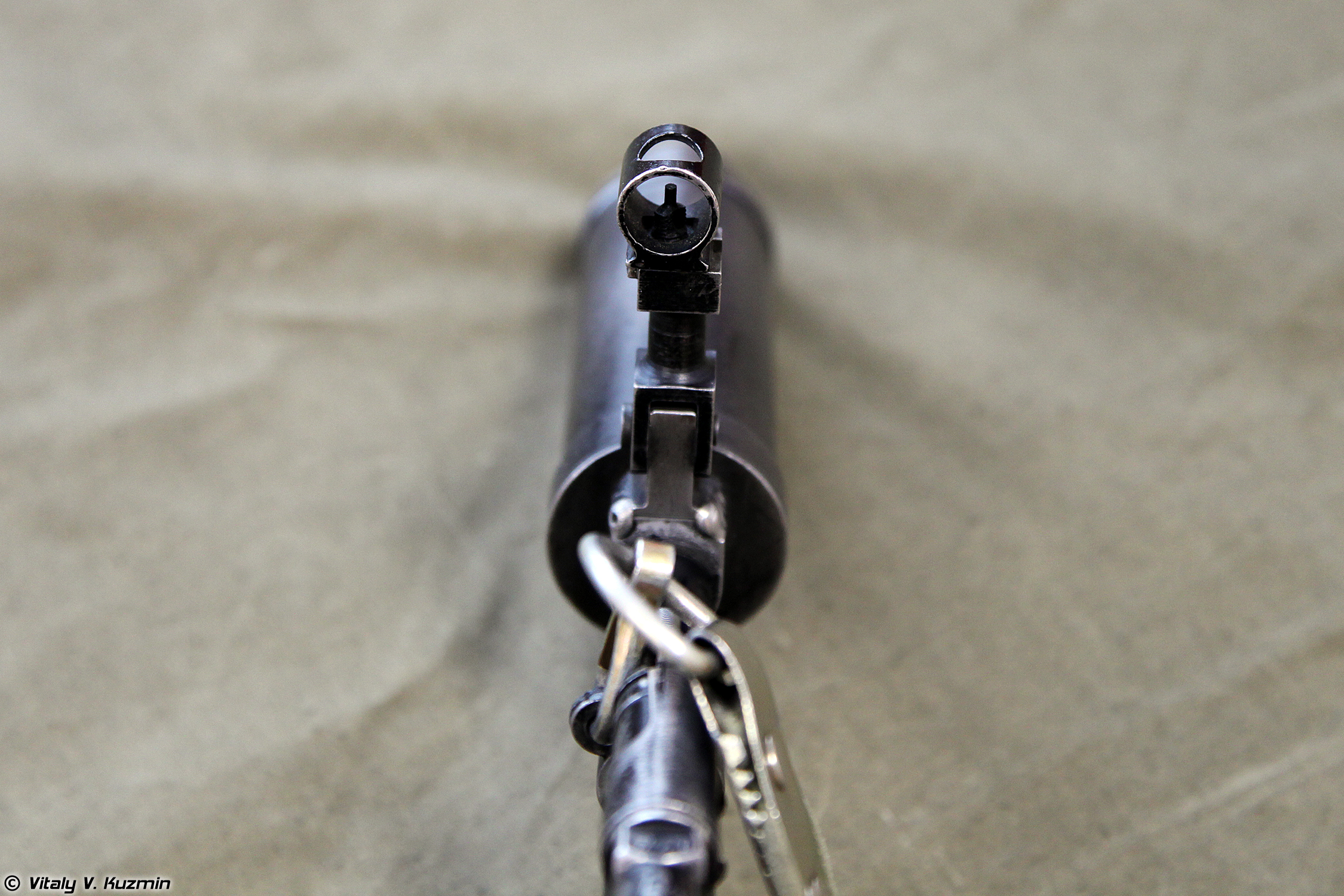
SVU-ASのフロントサイト。
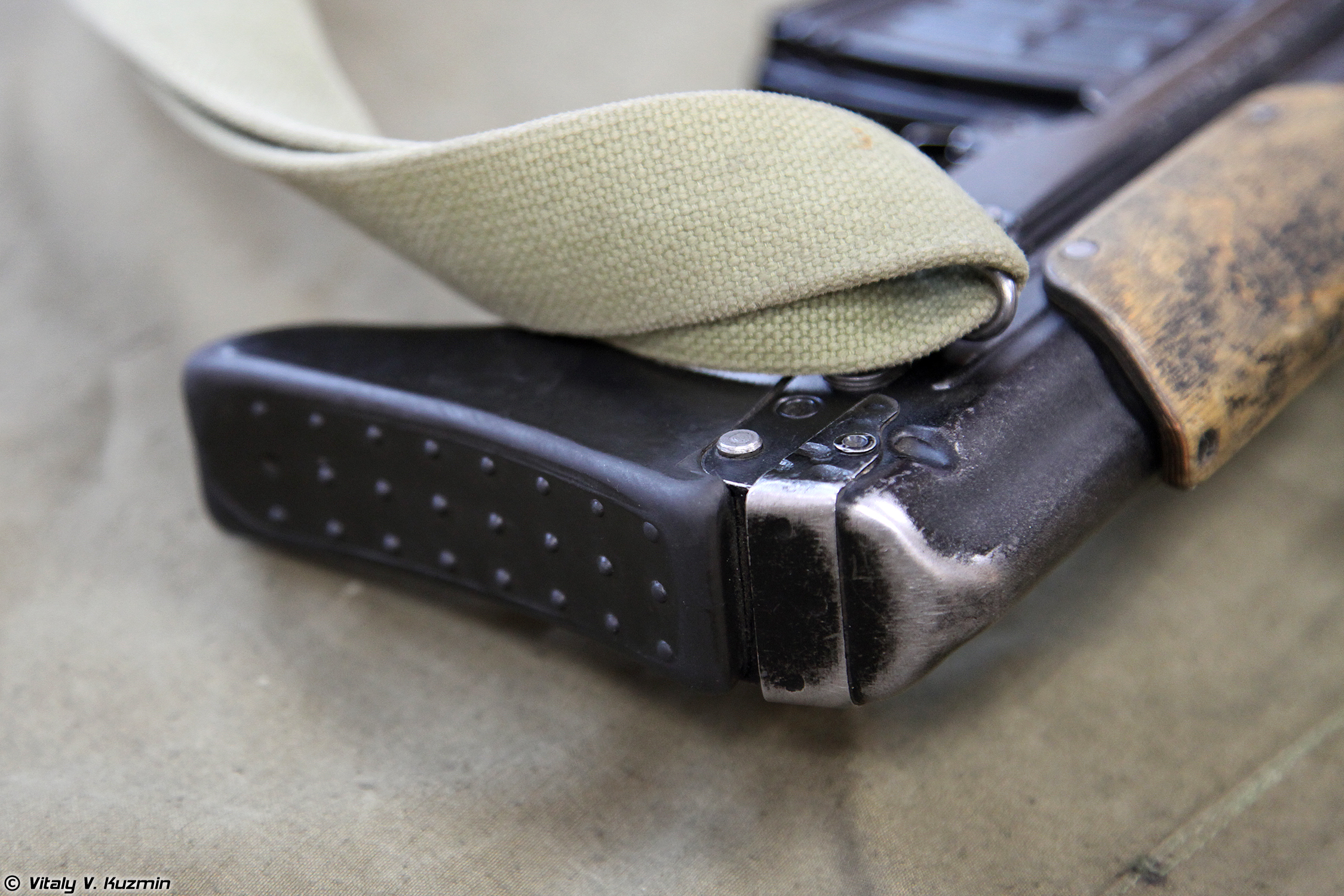
SVU-ASの銃床。
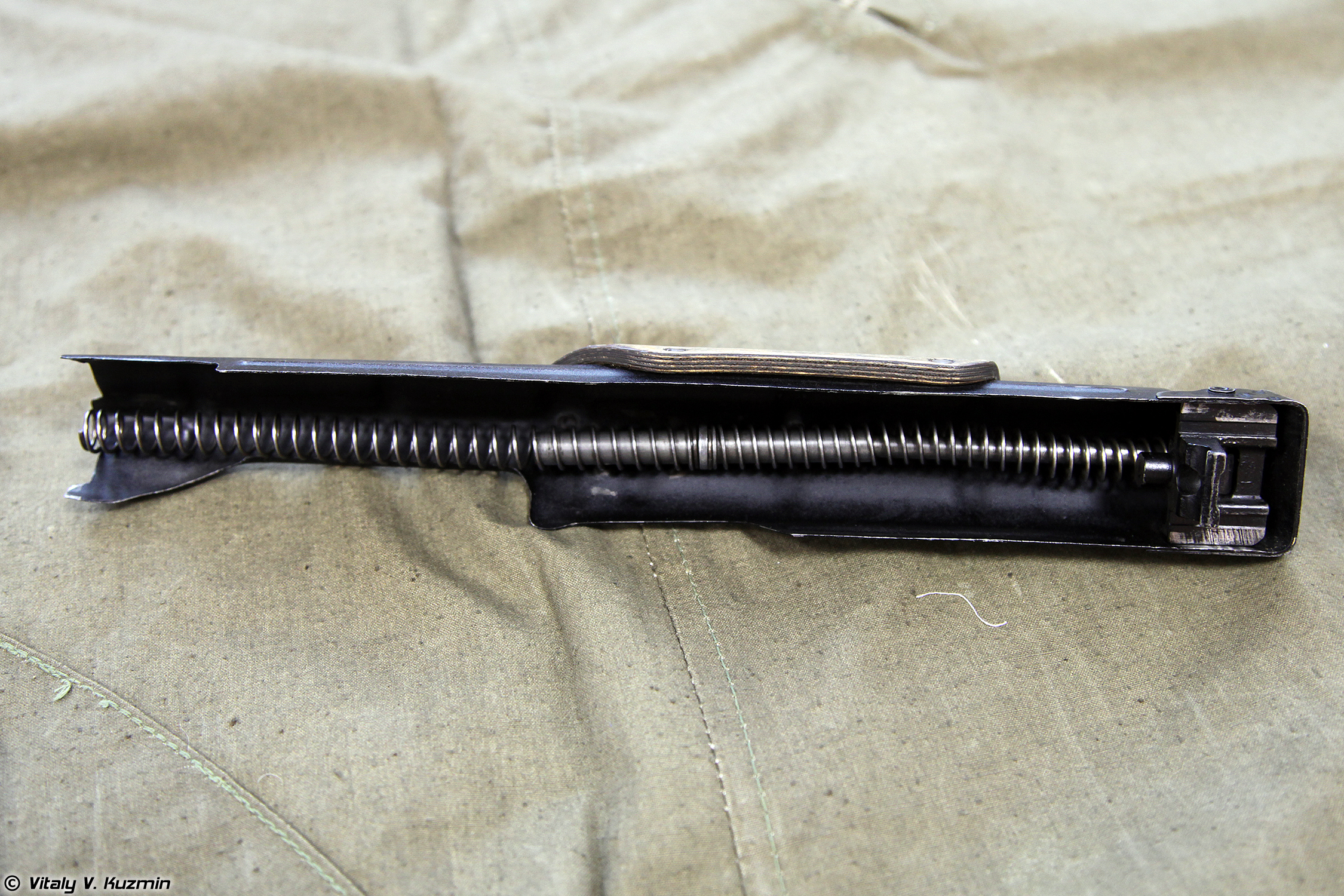
取り外したSVU-ASのレシーバーカバー。

## 派生型

### SVU-A
SVU-A（露: Снайперская винтовка укороченная - Автомат 自動射撃可能型短縮狙撃銃の意）（またはOTs-03A）はロシア内務省からの開発要求により1993年に開発されたSVUにフルオート射撃機能を追加したモデル。
射撃モードの切り替えはAKと同様にセーフティレバーで行われ、フルオートは"АВ"、セミオートは"ОД"とAK同様の表記である。フルオート射撃機能の追加によってトリガー機構が変更されているためトリガーロッドはSVUより長く、トリガーのストロークがより長くなっている。フルオート射撃の追加により20連、30連の拡張マガジンが試作されたがそれほどの長時間の射撃は銃器の破損に繋がることなどの理由から実用化はされなかった。
フルオート射撃機能が追加された理由として大きいのが、敵の接近に気づきにくい市街戦闘において不意に敵に接近された際の抵抗力を高めるためとされている。このフルオート射撃は「最後の手段」として想定されている機能で、本来連射することを想定されていない設計のためフルオート射撃をすると強烈な反動を受け、瞬時に銃身が加熱されるため長時間の射撃は不可能である。

### SVU-AS
SVU-A（またはOTs-03AS）は1995年に開発された第一次チェチェン紛争での経験をもとにSVU-Aを改良したモデル。
主に二脚に変更が加えられており、長さ調整機能や首振り機能の追加により二脚の汎用性が向上している。また取り付け器部はハンドガードから伸びたロッドに取り付けられているので銃身への負担が減らされている。二脚自体の位置も前方に移動しておりこれはフルオート射撃時の強烈な反動を重心を前方に傾けることで軽減する効果がある。

### OTs-03M
OTs-03Mは、2015年に公開されたSVUの近代化モデル。上下ピカティニーレールを備えたハンドガード、ハンドガードからグリップまでが一体型の新型レシーバー、取り外しが容易な二脚、銃口には複合マズルデバイスを備えている。

### OT-130
2015年にOTs-03Mとともに公開されたSVUの民間向け仕様。まだ開発中のため具体的な変更点は不明だがSVDではタイガーにあたるモデルだと推測できる。